# Каринтия
Кари́нтия (нем. Kärnten, бав. Kärntn, словен. Koroška) — федеральная земля на юге Австрии, граничит с Тиролем на западе, Зальцбургом на севере и Штирией на северо-востоке. На юге Каринтия граничит с Италией и Словенией. Столица и крупнейший город — Клагенфурт-ам-Вёртерзе. Население 557 641 чел. (2014).

## География

### Рельеф
Площадь территории Каринтии — 9538,01 км² (5-е место среди земель Австрии). На севере Каринтия граничит с землями Зальцбург и Штирия, на востоке — со Штирией и Словенией, на юге — со Словенией и Италией, на западе — с Тиролем.
Каринтия — по преимуществу, страна горная. Так как её границы представляют собой высокие горные цепи, то внутренняя часть страны образует горную котловину, состоящую из средней холмистой полосы и Подравской (по реке Драве) долины, в которую с севера, запада и востока вдоль горных хребтов входят продолговатые речные и озёрные долины, расширяющиеся в небольшие равнины по мере приближения ко внутренней части земли. Долина реки Дравы, прорезывающая страну во всю её длину с запада на восток, делит горы на две группы: северную (почти ⅔ всего пространства), принадлежащую к Центральным Альпам, и южную (⅓ пространства), входящую в состав Известковых Альп. В состав первой группы входит на западе часть так называемой Таврской цепи, в которой находятся следующие наиболее крупные вершины: Гросглоккнер (с огромным ледником, 3796 м), Гохнар (3259 м), Анкогель (3253 м) и Гафнершпиц (3093 м), представляющий последний ледник в Средних Альпах. На северо-востоке расположена часть  Каринтийско-Штирийских Альп, с вершиной Кёнигсштуль (2489 м), а ещё восточнее — разделённые глубокой лощиной группы Сауальпе (2073 м) и Кюральпе (2137 м). В боковых ветвях и внутри возвышаются группы Петцек (3277 м) и Крейцек (3510 м). Горы южной группы, имеющие уже совершенно иной характер, носят на итальянской границе название Карнские Альпы, а на границе со Словенией — Караванка. Вершины этого массива достигают лишь 2000—2700 м. Ограниченная почти со всех сторон высокими горными цепями, Каринтия сообщается с соседними странами только при помощи нескольких перевалов: Понтафель (784 м), Предел (1165 м), Вейссенфельс и Вурцен (1044 м), Лойб (1355 м), Зееберг (1205 м).
Равнины Каринтии — невелики и немногочисленны, наиболее значительные из них Цолфельд, Крапфельд и Лурнфельд; речные и озёрные долины хотя и расширяются в направлении ко внутренней части страны, но и здесь редко занимают более или менее значительное пространство. Среди этих долин можно выделить долины Лаванталь, Розенталь и Яунталь.

### Реки и озёра
Более 98 % всей площади Каринтии принадлежит к бассейну Чёрного моря, причём 97 % входит в состав системы реки Дравы, местные притоки которой почти все и берут начало, и впадают в Драву в пределах Каринтии.
Самая большая река Каринтии — Драва, на большей части своего протяжения в пределах региона судоходная. В верхней части она имеет горный характер и расширяется только в нижней. В различных частях Каринтии Драва носит особые названия: Верхняя, Нижняя, долина Роз (Розенталь), Юнская долина (Яунталь). Почти все остальные реки Каринтии — притоки Дравы. При этом почти все левые притоки, начинаясь в горных ледниках или образуясь из бесчисленных ручьёв на лесистых склонах высоких гор, довольно длинны, богаты водою и носят по преимуществу характер горных потоков; в основном они не судоходны, но благодаря силе падения и обилию воды имеют большое значение в народном хозяйстве, в особенности в промышленности. Они принадлежат к наиболее густонаселённым местам страны. Притоки правой стороны почти все являются короткими горными потоками-быстрицами с короткими долинами, но благодаря тому обстоятельству, что горы, среди которых они текут, богаты оловом и железной рудой, они имеют важное значение в экономическом отношении и тоже довольно густо заселены. Самый большой из левых притоков Мёлль (длина 80 км), вытекающий из ледника на Гросглоккнере и имеющий в своём течении несколько водопадов и порогов. Второй приток — Лезер, берёт начало в ледниках на Гафнершпице. Также достаточно крупны реки Гурк, Лафант, Гайль.
Озёра Каринтии очень многочисленны и распадаются на 2 группы, различаясь и своим происхождением, и своим видом. К первой группе принадлежат озёра, лежащие на возвышенностях, в углублениях на вершинах гор ниже главного гребня: такие озёра общеальпийского характера встречаются преимущественно в Таврских горах, но попадаются и в Карнских Альпах и отличаются при небольших размерах дикой и вместе величественной красотой. Они питаются частью источниками и ключами, частью мелкими ручьями и в свою очередь дают начало многим рекам. В состав второй группы входят озёра нижние, лежащие в долинах, менее многочисленные, чем озёра первой группы, но зато покрывающие водой большие пространства земли. Из них следует отметить Милльштеттер-Зее (13 км²), вероятно, самое красивое из озёр Каринтии, и судоходное Вёртер-Зе (19 км²).
В Каринтии есть и минеральные источники, из которых следует указать на особенно тёплые воды недалеко от Филлаха.

### Климат
| Климатические условия по населённым пунктам | Климатические условия по населённым пунктам | Климатические условия по населённым пунктам | Климатические условия по населённым пунктам | Климатические условия по населённым пунктам | Климатические условия по населённым пунктам | Климатические условия по населённым пунктам |
| Населённый пункт                            | Высота над уровнем моря(м)                  | Осадки за год (мм)                          | Средняя температура (°C)                    | Средняя температура (°C)                    | Средняя температура (°C)                    | Период измерений                            |
| Населённый пункт                            | Высота над уровнем моря(м)                  | Осадки за год (мм)                          | Год                                         | Январь                                      | Июль                                        | Период измерений                            |
| ------------------------------------------- | ------------------------------------------- | ------------------------------------------- | ------------------------------------------- | ------------------------------------------- | ------------------------------------------- | ------------------------------------------- |
| Обсерватория Зоннблик                       | 3105                                        | 1620                                        | -5,7                                        | -12,5                                       | 1,8                                         | 1961-1990                                   |
| Хайлигенблут                                | 1315                                        | 857                                         | 4,1                                         | -5,8                                        | 13,9                                        | 1977-1990                                   |
| Бад-Блайберг                                | 904                                         | 1336                                        | 5,5                                         | -5,3                                        | 15,4                                        | 1961-1990                                   |
| Насфельд                                    | 1525                                        | 2121                                        | 3,2                                         | -4,3                                        | 11,8                                        | 1961-1978                                   |
| Фризах                                      | 634                                         | 748                                         | 6,7                                         | -4,7                                        | 16,7                                        | 1961-1990                                   |
| Клагенфурт-ам-Вёртерзе                      | 447                                         | 902                                         | 7,6                                         | -4,8                                        | 18,3                                        | 1961-1990                                   |
| Санкт-Андре                                 | 468                                         | 811                                         | 7,4                                         | -4,3                                        | 17,7                                        | 1961-1990                                   |

Климат Каринтии, довольно суровый для той широты, на которой она находится, вследствие высокого положения страны над уровнем моря, её горных хребтов, отчасти закрывающих её от тёплых воздушных течений, и, наконец, её ледников. Особенно суров (сравнительно) климат Верхней Каринтии (северная и северо-западная часть региона); в Нижней Каринтии (восточная и юго-восточные области) климат значительно мягче, и совсем уже мягким тёплым климатом отличается долина реки Лафант, где растут средиземноморские плоды и овощи. В широких долинах и котловинах наблюдается сравнительно холодная зима с продолжительным снежным покровом и довольно тёплое лето. Дождя и снега выпадает много, особенно в горах; среднее количество более 95 см в год. Летние осадки преобладают.

## История

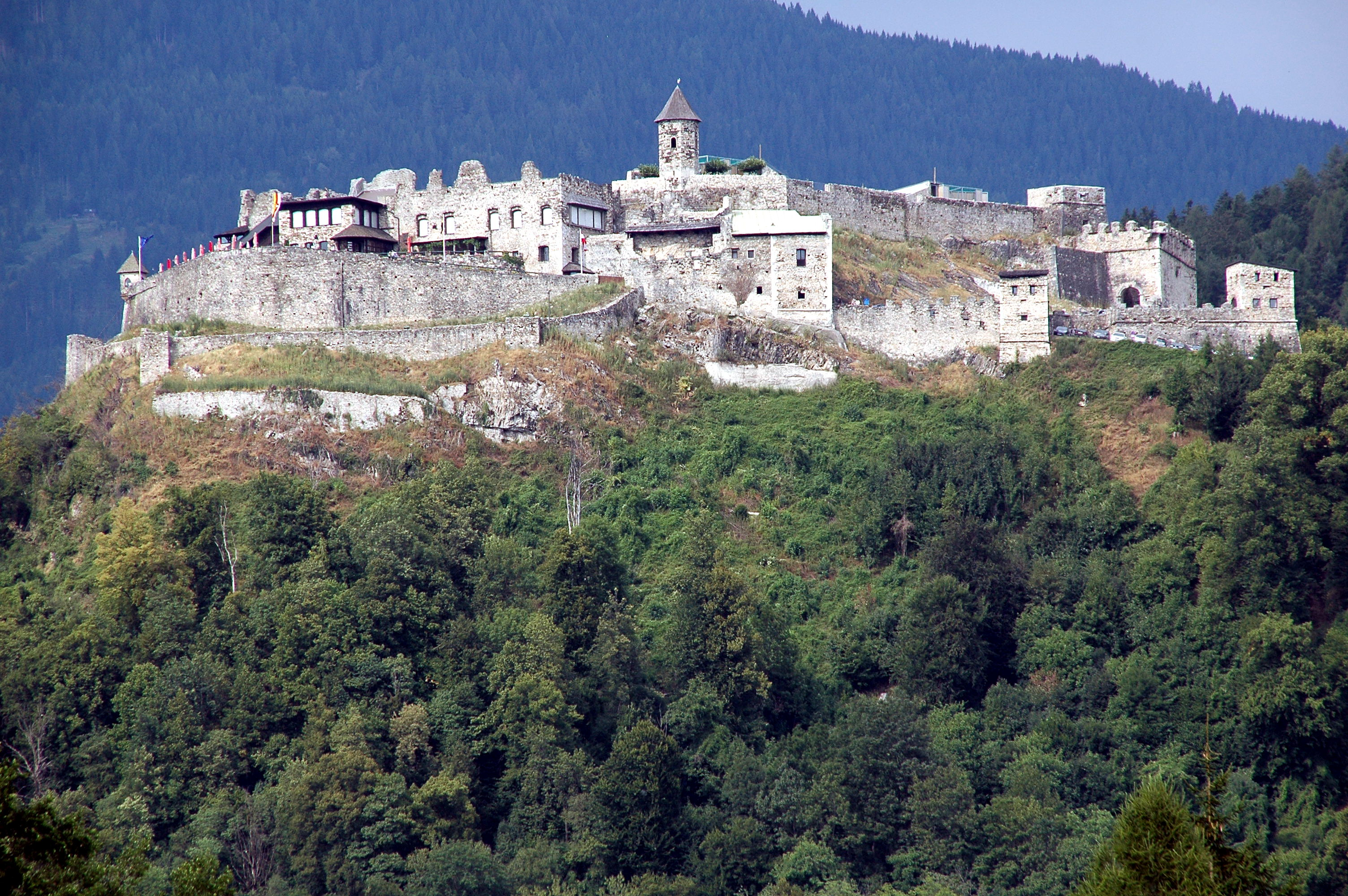
Замок Ландскрон под Филлахом

В античности территория Каринтии составляла древнеримскую провинцию Норик. В VI веке началось заселение области славянами, которых вскоре подчинил себе Аварский каганат. Позднее эти земли входили в состав раннефеодальных славянских государств Само и Карантания. После короткого периода баварской гегемонии Каринтия влилась в состав Франкского государства Каролингов, а при его распаде была расчленена на несколько марок во главе с немецкими графами. В 870-х годах их объединил под своим скипетром будущий император Арнульф Каринтийский.
В 976 году Каринтия была окончательно отделена от Баварии и политически обособлена как отдельное герцогство. В XIII—XIV веках престол Каринтии занимали короли Чехии и графы Тироля. Затем до 1918 года Каринтией правили австрийские Габсбурги, присоединившие герцогство к своим владениям в 1335 году.
Германизация затронула, в основном, каринтийские города — при преимущественно словенском сельском населении, горожане были либо немцами, либо онемеченными словенцами. К концу Средневековья в Каринтии установилась словенско-немецкая этническая граница, которая оставалась неизменной до середины XIX века.
При распаде Австро-Венгрии ландтаг Каринтии 25 октября 1918 года принял решение о неделимости Каринтии. Но отряды словенцев из самопровозглашенного Государства словенцев, хорватов и сербов попытались вторгнуться в Каринтию, начались их столкновения с отрядами образованной Народной армии Австрии. Лишь 19 января 1919 года было подписано перемирие, согласно которому граница между Австрией и Королевством сербов, хорватов и словенцев (Югославией) проходила по линии, на которой были остановлены бои. Однако 29 апреля 1919 года, когда стало ясно, что Королевство СХС не получит тех территорий в Каринтии, на которые рассчитывало, перемирие было нарушено словенскими отрядами и бои продолжились до июня 1919 года.
Парижская мирная конференция приняла решение провести плебисцит в юго-восточной части Каринтии. Этот плебесцит состоялся 10 октября 1920 г. За оставление территории в составе Австрии проголосовало 50,04 % от числа голосовавших. Несмотря на то, что согласно Сен-Жерменскому договору Австрия обязалась обеспечить словенцам языковые права, эти обещания были выполнены частично. Словенцы Каринтии подвергались притеснениям, многие в итоге были вынуждены переселиться в Королевство СХС.

## Административное деление
Каринтия состоит из двух штатутарштадтов (Клагенфурт-ам-Вёртерзе и Филлах) и восьми округов:

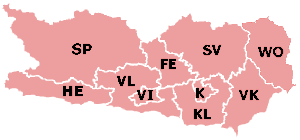
Административная карта Каринтия

| Название               | Обозначение на карте | Площадь, км² | Население, чел. (01.01.2015) | Административный центр |
| ---------------------- | -------------------- | ------------ | ---------------------------- | ---------------------- |
| Вольфсберг             | WO                   | 973,79       | 53 464                       | Вольфсберг             |
| Клагенфурт (Штадт)     | K                    | 120,11       | 97 880                       | Клагенфурт-ам-Вёртерзе |
| Клагенфурт-Ланд        | KL                   | 765,59       | 58 684                       | Клагенфурт-ам-Вёртерзе |
| Санкт-Файт-ан-дер-Глан | SV                   | 1493,67      | 55 366                       | Санкт-Файт-ан-дер-Глан |
| Фельдкирхен            | FE                   | 558,56       | 30 074                       | Фельдкирхен            |
| Фёлькермаркт           | VK                   | 907,49       | 42 078                       | Фёлькермаркт           |
| Филлах (Штадт)         | VI                   | 134,89       | 60 500                       | Филлах                 |
| Филлах-Ланд            | VL                   | 1009,33      | 64 331                       | Филлах                 |
| Хермагор               | HE                   | 808,02       | 18 477                       | Хермагор-Прессеггер-Зе |
| Шпитталь-ан-дер-Драу   | SP                   | 2763,99      | 76 787                       | Шпитталь-ан-дер-Драу   |

## Население
Большинство населения говорит на немецком языке. Существует также небольшое словенское меньшинство (около 17 тыс. человек) на юго-востоке Каринтии.

## Общая карта
Легенда карты:
|  | От 50 000 до 100 000 чел. |
|  | от 15 000 до 50 000 чел.  |
|  | от 10 000 до 15 000 чел.  |
|  | от 5000 до 10 000 чел.    |
|  | от 3000 до 5000 чел.      |

## Политика
После трагической смерти бывшего губернатора Каринтии Йорга Хайдера, основанная им партия Альянс за будущее Австрии (BZÖ) продолжала оставаться самой влиятельной политической силой в провинции. Член этой партии и бывший заместитель Хайдера Герхард Дёрфлер начал исполнять обязанности губернатора с 11 октября 2008 года. В начале марта 2009 года состоялись выборы в ландтаг Каринтии, в ходе которых Альянс за будущее Австрии получил около 45 процентов голосов избирателей, что позволит этой партии остаться у руля власти. Социал-демократическая партия Австрии (SPÖ) получила около 27 процентов голосов, Австрийская народная партия (ÖVP) — 16 процентов. Зелёные и Австрийская партия свободы (FPÖ), получив менее 5 процентов, не прошли в парламент Каринтии.

## Экономика
Главные отрасли экономики Каринтии: туризм, электроника, инженерное дело, лесная промышленность и сельское хозяйство. Здесь расположены крупные производственные подразделения таких международных корпораций, как Philips и Siemens AG.
В этом регионе вывели породу коров под названием каринтийская белая. Она была официально зарегистрирована в 1890 году.

## Туризм

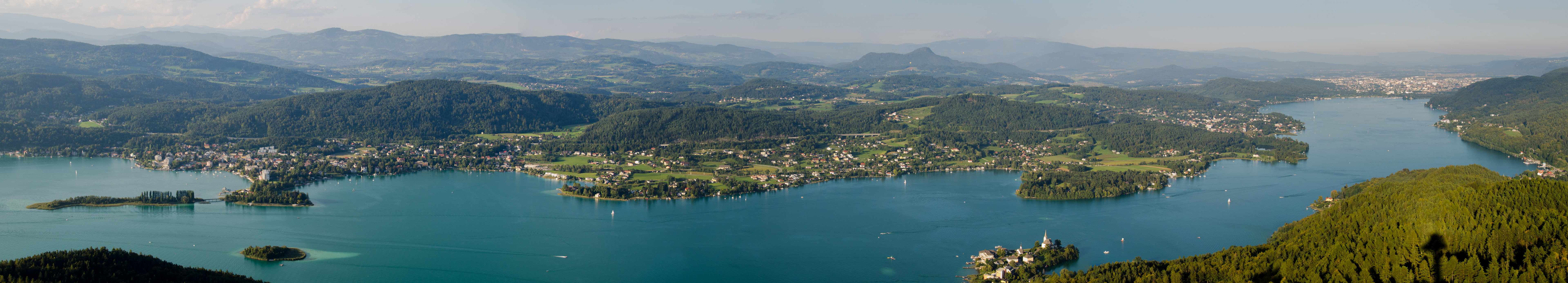
Панорама озера Вёртер-Зе

Главные туристические места Каринтии — это Филлах, один из старейших каринтийских городов, расположенный на берегу Дравы; кафедральный собор Гурка; замки Хохостервиц и Фалькенштайн; озёра Вёртер-Зе, Оссиахер-Зее и Факер-Зе; горнолыжные курорты Насфельд, Хермагор-Прессеггер-Зе и Бад-Клайнкирххайм, а также гора Гросглоккнер.
В целях защиты традиционного стиля архитектуры в Каринтии был принят закон о запрете минаретов.